# Даскальо (Аттика)
Даскальо́ (греч. Δασκαλειό — «Школа») — приморское село в Греции. Расположено на берегу бухты Даскальо Эгейского моря, напротив острова Даскальо. Административно относится к сообществу Кератея в общине Лавреотики в периферийной единице Восточная Аттика в периферии Аттика. Население 123 человека по переписи 2011 года.

## Население
| Год  | Население, человек |
| ---- | ------------------ |
| 1991 | 61                 |
| 2001 | 35                 |
| 2011 | ↗ 123              |